# Blade Runner 2049
Blade Runner 2049 er en amerikansk science fiction-film, instrueret af Denis Villeneuve og produceret af Ridley Scott. Det er en efterfølger til Blade Runner fra 1982.

## Medvirkende
- Harrison Ford som Rick Deckard
- Ryan Gosling som Officer K
- Ana de Armas som Joi
- Jared Leto som Niander Wallace
- Edward James Olmos som Gaff
- Dave Bautista
- Robin Wright
- Mackenzie Davis
- David Dastmalchian
- Lennie James